# Гектор (бриг, 1829)
«Гектор» — бриг Балтийского флота Российской империи.

## Описание брига
Парусный деревянный бриг, один из одиннадцати бригов типа «Охта». Длина брига по сведениям из различных источников составляла от 30,12 до 30,2 метра, ширина от 9,35 до 9,7 метра, а осадка от 3,86 до 3,9 метра. Вооружение судна состояло из двадцати орудий.

## История службы
Бриг «Гектор» был заложен 29 ноября 1828 года на Охтенской верфи и после спуска на воду 11 мая 1829 года вошёл в состав Балтийского Флота России. Строительство вёл корабельный мастер В. Ф. Стоке.
В 1829, 1830 и с 1832 по 1834 годы выходил в практические плавания в Балтийское море в составе эскадр. В составе эскадры вице-адмирала Ф. Ф. Беллинсгаузена летом 1831 года выходил в крейсерство к берегам Курляндии для пресечения связей польских мятежников. 19 октября во время шторма в Кронштадтской гавани бриг навалило на шхуну «Гонец», в результате чего на шхуне сломало бушприт и фок-мачту.
В 1835 и 1836 годах занимал брандвахтенный пост в Свеаборге. Бриг был разобран в Кронштадте в 1844 году.

## Командиры брига
Командирами брига «Гектор» в разное время служили:
- И. В. Каратаев (1829—1830 годы)
- Н. Д. Шишмарев (1831 год).
- П. А. Наумов (1832—1834 годы).
- Ф. М. Воейков (1835—1836 годы).